# Llista de tipògrafs
Els dissenyadors de tipus, a vegades anomenats tipògrafs, són els responsables de dissenyar tipografies o col·leccions de lletres tipogràfiques. Alguns dissenyadors de tipus treballen directament per a editorials si bé molts treballen de forma independent com a dissenyadors també d'altre tipus d'element de disseny gràfic o industrial. A continuació es mostra una llista parcial dels dissenyadors de tipus amb les seves principals creacions.

## Tipògrafs clàssics[1]
| Tipògrafs clàssics       | Tipògrafs clàssics | Tipògrafs clàssics | Tipògrafs clàssics | Tipògrafs clàssics |
| Tipògraf/a               | Any                | Nacionalitat       | Gènere             | Tipografies |
| ------------------------ | ------------------ | ------------------ | ------------------ | --- |
| Nicolas Jenson           | 1420 - 1480        | França             | Home               | |
| Claude Garamond          | 1480 - 1561        | França             | Home               | Garamond |
| Anton Janson             | 1620 - 1687        | Països Baixos      | Home               | Jason (lletra tipogràfica) |
| Philippe Grandjean       | 1666 - 1714        | França             | Home               | Romain du Roi |
| William Caslon           | 1692 - 1766        | Regne Unit         | Home               | Caslon (lletra tipogràfica) |
| John Baskerville         | 1706 - 1775        | Regne Unit         | Home               | Baskerville |
| Pierre Simon Fournier    | 1712 - 1768        | França             | Home               | Fournier MT Family |
| Giambattista Bodoni      | 1740 - 1813        | França             | Home               | Bodoni |
| Firmin Didot             | 1764 - 1838        | Itàlia             | Home               | Didot |
| Frederic William Goudy   | 1865 - 1947        | Estats Units       | Home               | Goudy Old Style, Hadriano, Copperplate Gothic |
| Bruce Rogers             | 1870 - 1957        | Estats Units       | Home               | Montaigne, Centaur (lletra tipogràfica) |
| Morris Fuller Benton     | 1872 - 1948        | Estats Units       | Home               | Franklin Gothic, Century Expanded, Linotex, Century Oldstyle, Hobo, Parisian, Novel Gothic, Chic, Modernique, Broadway, Tower, Phenix |
| Edward Johnston          | 1872 - 1944        | Regne Unit         | Home               | Johnston underground |
| Rudolf Koch              | 1876 - 1934        | Alemanya           | Home               | Deutsche Schrift, Maximilian Antiqua, Frühling, Wilhelm-Klingspor-Schrift, Deutsche Zierschrift, Koch Antiqua, Neuland, Deutsche Anzeigenschrift, Wallau, Kabel, Offenbach, Zeppelin, Marathon, Claudius, Prisma, Holla, Grotesk-Initialien, Koch Kurrent, Neufraktur              |
| Paul Renner              | 1878 - 1956        | Alemanya           | Home               | Futura, Plak, Futura Black, Futura Light, Ballade, Renner Antiqua, Steile Futura |
| Oswald Bruce Cooper      | 1879 - 1940        | Estats Units       | Home               | Cooper (lletra tipogràfica, Boul Mich, Pompeian Cursive, Dietz Text, Packard (lletra tipogràfica), Rugged |
| William Addison Dwiggins | 1880 - 1956        | Estats Units       | Home               | Metro (lletra tipogràfica), Electra (lletra tipogràfica), Caledonia (lletra tipogràfica), Charter (lletra tipogràfica), Hingham, Arcadia (lletra tipogràfica), Tippecanoe, Winchester (lletra tipogràfica), Stuyvesant, Eldorado (lletra tipogràfica), Falcon (lletra tipogràfica) |
| Eric Gill                | 1882 - 1940        | Regne Unit         | Home               | Gill Sans, Perpetua, Solus, Golden Cockerel Roman, Joanna, Bunyan |
| Heinrich Jost            | 1889 - 1948        | Alemanya           | Home               | Bauer Bodoni, Beton |
| Stanley Morison          | 1889 - 1967        | Regne Unit         | Home               | Blado Italic, Poliphilus, Times, Times Eighteen, Times Europa, Times Headline, Times Italic, Times New Roman, Times New Roman Condensed, Times New Roman Italic, Times New Roman Small Text, Times Ten                                                                             |
| Herbert Bayer            | 1900 - 1985        | Estats Units       | Home               | Universal |
| Jan Tschichold           | 1902 - 1974        | Alemanya           | Home               | Sabon, Tschichold Stencil, Transito, Saskia, Zeus, Uhertype Grotesk |
| Max Miedinger            | 1910 - 1980        | Suïssa             | Home               | Helvetica, Helvetica Neue |
| Roger Roberson           | -                  | Estats Units       | Home               | Letter Gothic |
| Alexander Phemister      | -                  | Regne Unit         | Home               | Bookman Old Style |

## Tipògrafs contemporanis[1]
| Tipògrafs contemporanis | Tipògrafs contemporanis | Tipògrafs contemporanis | Tipògrafs contemporanis | Tipògrafs contemporanis |
| Tipògraf/a              | Any                     | Nacionalitat            | Sexe                    | Tipografies |
| ----------------------- | ----------------------- | ----------------------- | ----------------------- | --- |
| Roger Excoffon          | 1910 - 1983             | Alemanya                | Home                    | Antique Olive, Chambord, Banco, Mistral, Choc, Diane, Calypso |
| Paul Rand               | 1914 - 1996             | Estats Units            | Home                    | Westinghouse Gothic, City Medium |
| Hermann Zapf            | 1918 -                  | Alemanya                | Home                    | Saphir, Sistina, Palatino, Melior, Aldus, Kompakt, Optima, Venture, Medici Script, Orion, Noris Script, ITC Zapf International, Marconi, ITC Zapf Book, Edison, ITC Zapf Dingbats, ITC Zapf Chancery, Vario, Aurelia, AMS Euler, Zapf Renaissance, URW Antiqua, URW Grotesk, URW Latino, Zapfino, Zapf Essentials, Optima Nova, Zapfino Extra, Aldus Nova, Palatino Nova, Palatino Sans, Palatino Arabic |
| Howard Kettler          | 1919 - 1999             |                         | Home                    | Courier |
| Aldo Novarese           | 1920 - 1995             | Itàlia                  | Home                    | Microgramma, Eurostile |
| Edward Benguiat         | 1927 -                  |                         | Home                    | |
| Adrian Frutiger         | 1928 -                  | Suïssa                  | Home                    | President, Pompeijana, Egyptienne, Ondine, Meridien, Univers, Apollo, OCR-B, Serifa, Iridium, Frutiger, Glypha, Icone, Breughel, Versailles, Linotype Centennial, Avenir, Westside, Herculanum, Vectora, Rusticana, Linotype Didot, Futiger Stones, Frutiger Symbols, Linotype Univers, Frutiger Next, Avenir Next, Frutiger Capitalis Font Family, Futiger Arabic, Frutiger Serif, Univers Next |
| Matthew Carter          | 1937 -                  | Regne Unit              | Home                    | Georgia, Verdana, Skia, Charter, Bell Centennial, Elephant, Itc Galliard, Gando, Monticello, Nina, Olympian, Rocky, Shelley, Snell Roundhand, Sophia, Tahoma, Vincent, Wrigley |
| Sumner Stone            | 1945 -                  | Estats Units            | Home                    | Stone |
| Charles Bigelow         | 1945 -                  | Estats Units            | Home                    | Lucida, Wingdings |
| Erik Spiekermann        | 1947 -                  | Alemanya                | Home                    | Block Italic, Berliner Grotesk, Metal Subnormal, Meta Boiled, Officina, Correspondence |
| David Quay              | 1948 -                  | Regne Unit              | Home                    | |
| Kris Holmes             | 1950 -                  | Estats Units            | Home                    | Lucida, Apple, Kolibri, Leviathan, Isadora |
| Robert Slimbach         | 1956 -                  | Estats Units            | Home                    | ITC Slimbach, ITC Giovanni, Adobe Garamond, Minion, Poetica, Utopia (lletra tipogràfica), Garamond Premier Pro |
| Neville Brody           | 1957 -                  | Regne Unit              | Home                    | FF Autotrace, FF Blur, FF Dirty, FF Dome, FF Gothic One One, FF Gothic One Two, FF Gothic Two One, FF Gothic Two Two, FF Harlem, Industria (lletra tipogràfica), Insignia, FF Pop Led, FF Pop Pop, FF Tokyo One, FF Tokyo Two, FF Typeface, FF World |
| Carol Twombly           | 1959 -                  | Estats Units            | Dona                    | Mirarae, Charlemagne, Lithos, Trajan, Adobe Caslon, Myriad, Viva, Nueva, Zebrawood |
| Martin Majoor           | 1960 -                  | Països Baixos           | Home                    | FF Scala, Telefont, FF Seria, The FF Nexus Family, |
| Vincent Connare         | 1960 -                  | Estats Units            | Home                    | Comic Sans, Trebuchet MS, Marlett, Webdings |
| Fred Smeijers           | 1961 -                  | Holanda                 | Home                    | FF Quadraat, Quadraat Sans, Arnhem, Custodia |
| Zuzana Licko            | 1961 -                  | Eslovàquia              | Dona                    | Base 9, 12, Base 900, Base Monospace, Citizen, Dogma, Elektrix, Filosofia, Hypnopaedia, Journal, Lo-Res, Lunatix, Matrix II, Matrix II Display, Modula, Mr Eaves, Narly, Oblong, Puzzler, Senator, Soda Script, Solex, Tall Pack, Tarzana, Totally Gothic, Totally Glyphic, Triplex, Emperor, Emigre, Oakland, Variex, Whirligig |
| Lucas de Groot          | 1963 -                  | Països Baixos           | Home                    | Calibri, Thesis, Consolas, FolhaSerif, SunSans |
| Jean François Porchez   | 1964 -                  | França                  | Home                    | Linotype Sabon Next |
| Gerry Barney            | -                       |                         | Home                    | VAG Rounded |
| Steve Matteson          | 1965 -                  | Estats Units            | Home                    | Andale Mono, Andy, Ascender Sans, Bertham Pro, Binner Gothic, Blueprint, Cambria, Chicory, Curlz, Droid Sans Mono Pro, Dujour, Endurance Pro, Facade Condensed, Fineprint, Friar Pro, Goudy Old Style Ornate, Handset Condensed, Kidprint, Kootenay Pro, LeBeau, Liberation Mono, Lindsey Pro, Louisville Script, Massif Pro, Mayberry, Miramonte Pro, Othello, Pericles Pro, Pescadero Pro, Rebus Script, Rockwell Team, Scooter Script, Sports Three, Sports Two, Titanium, Truesdell, Truesdell Ornaments, Tucker Script, Twentieth Century Poster, Vacation |
| Frantisek Storm         | 1966 -                  | Txèquia                 | Home                    | |
| Thomas Rickner          | 1966 -                  | Estats Units            | Home                    | |
| Jason Castle            | -                       | Estats Units            | Home                    | CastleType, Goudy Trajan, Cooperplate Script |
| Jeremy Tankard          | 1969 -                  | Regne Unit              | Home                    | Corbel, Bliss, FF Disturbance, Blue Island |
| Tobias Frere-Jones      | 1970 -                  | Estats Units            | Home                    | Interstate, Poynter Oldstyle, Gothic |
| Ray Larabie             | 1970 -                  | Canadà                  | Home                    | Neuropol X, Crystal Radio Kit, Chinese Rocks, Gyparody Joystic, King Richard, Pastor Of Muppets, Zrnic, Sudburry Basin |
| Jonathan Hoefler        | 1970 -                  | Estats Units            | Home                    | Hoefler Text |
| Verena Gerlach          | 1971 -                  |                         |                         | Aranea, Linotype Pide Nashi |